# Черноморская кордонная линия
Черноморская кордонная линия (с 1861 — Нижнекубанская кордонная линия) — ряд укреплений (постов, батарей и пикетов), устроенных русскими по правому берегу Кубани, начиная от поста Изрядный источник (17 верст ниже падения реки Лабы) и вплоть до берега Чёрного моря. Целью устройства линии была защита жителей Кубанской области от непрерывных набегов закубанских черкесов, которые ранее владели этими землями.

## История
Начало Черноморской кордонной линии и её прочному устройству было положено в октябре 1793 года, когда войсковой атаман запорожцев Чепега, сейчас же после переселения последних на Кубань, занял по её правому берегу, по указанию генерал-аншефа Гудовича, более удобные для наблюдения за неприятелем места укреплениями, начиная от Воронежского редута до Бугаза. 
По его приказанию полковник Козьма Белый расставил первые 10 постов или кордонов, образовавших первую часть кордонной линии; в Глав. Ореховатом было 7 старшин и 163 казака, а на прочих постах от 49 до 57 нижних чинов со старшинами, всех же в этой части старшин здесь было 25, казаков 628. 
Во второй части Черноморской кордонной линии было 7 постов, с 10 старшинами и 216 нижними чинами. Части пограничной линии были поручены войсковым полковникам, имевшим пребывание в главных кордонах. Чепега не велел пускать горцев на нашу сторону; перешедших самовольно представлять ему, а имеющих какое-либо дело на нашей стороне Кубани направлять в Бугаз и другие пункты, где были устроены меновые дворы.
Позже было добавлено еще 3 поста; на каждый пост стали назначать по старшине, по 25 конных казаков и по 25 пеших.
В 1797 году Черноморская кордонная линия была разделена на 5 частей, с подчинением каждой части отдельному начальнику. Для более действенного наблюдения за движением горцев между постами были устроены батареи и пикеты.
На Черноморской гребной флотилии было 25 старшин и 375 казаков, но она потом была упразднена.
В 1820-х годах, при командире Кавказского корпуса А. П. Ермолове, Черноморская кордонная линия сдвинулась несколько вниз по течению и потерпела другие изменения; все посты находились на правой стороне Кубани.
19 ноября 1820 года начальником Черноморской кордонной линией был  назначен  генерал-майор  М.Г. Власов, талантливый  военачальник  и администратор. Во время его управления служба на Кордонной линии была регламентирована особыми инструкциями, вместо термина «кордон» с этого времени начинает употребляться термин «пост».
В 1830-х годах многие пограничные поселения, в том числе город Екатеринодар, были огорожены палисадами, а по углам защищены крепостными орудиями. В это время кордонная линия заключала 31 пост и делилась на 4 части, простираясь по почтовой дороге на 265 верст, от поста до поста — на 321 версту, а по извилинам берега Кубани — до 400 верст. Извилины Кубани образуют с обеих сторон мысы, называемые кутами, низкие, болотистые, поросшие лозой, густым, высоким камышом и осокой, что часто облегчало неприятелю возможность скрываться от внимательного взгляда сторожевых. По мере надобности число укреплений увеличивалось, пространство между ними охранялось все большим числом батарей и пикетов; в конце существования Черноморской кордонной линии число постов и батарей простиралось до 60, а пикетов было более 100. Черноморская кордонная линия сначала входила в состав правого крыла кавказской линии; в 1830 г. она с Фанагорией составляла правое крыло этой линии, а в 1833 г. выделена была в особый участок — Черноморию, которая простиралась от Геленджика и крепости Анапы вверх по Кубани до границы Кавказской области, в 17 верстах ниже устья Лабы; дальше вверх по Кубани до Хумаринского укрепления шел правый фланг.
С образованием Черноморской береговой линии часть прибрежья Черного моря отошла к ней.
К 1844 году линия была разделена на пять частей:
— 1-я часть — посты Редутский, Изрядный, Воронежский, Подмогильный, Константиновский, Александрин, Малолагерный, Павловский; 
— 2-я часть — посты Великомарьинский, Главноекатеринодарский, Байдачный, Подгородний, Александровский; 
— 3-я часть — посты Елисаветинский, Великолагерный, Елинский, Марьинский, Новоекатериновский; 
— 4-я часть — посты Ольгинский, Славянский, Ерковский, Копыльский, Протоцкий, Петровский, Емануиловский; 
— 5-я часть — посты Староредутский, Андреевский, Смоляной, Новогригорьевский, Широчанский, Бугазский.
В 1850 году Черноморская кордонная линия не доходила до Черного моря, а шла от Усть-Лабы до Варениковской пристани; затем, для лучшего обеспечения её от вторжения хищников, признано было необходимым занять Каракубанский остров и перенести часть укреплений с Кубани на её рукав Каракубань, что и было исполнено полковником Кухаренко. Была устроена новая линия, на протяжении 42 1/2 верст, по самому течению Кубани, где были возведены 4 поста и 10 батарей. Перенесением линии вперед черноморцы приобрели пространство около 500 кв. верст, сократили протяжение кордона и, заняв Каракубанский остров, служивший притоном для хищников, обеспечили позади лежащий край. Все укрепления Черноморской кордонной линии были заняты казаками Черноморского войска; наказной войсковой атаман Черноморского казачьего войска управлял Черноморской кордонной линией, со званием командующего. 
В 1856 году, когда князь Барятинский вступил в командование отдельным кавказским корпусом, бывшая кавказская линия была разделена на две части, причём бассейн Кубани составил правый фланг с прибавлением Черномории и берега Чёрного моря, где прежде была Черноморская береговая линия (упразднённая в годы Крымской войны), от устьев Кубани до Гагринской теснины.
Черноморская кордонная линия, на основании Высочайшего положения 1 апреля 1858 года была разделена на 3 отдела:
1. от Чёрного моря до Славянского поста,
2. от Славянского поста до Тенгинской батареи и
3. от Тенгинской батареи до поста Изрядного.

В 1856 году на правом крыле было Черноморского казачьего войска 12 конных полков, 9 пеших батальонов, 3 конно-артиллерийских, 8 орудийных батарей и 1 гарнизонная рота. На службе всегда находилась треть этого состава, на льготе — остальные две трети. Наказной атаман Черноморского казачьего войска в это время был не только начальником Черноморской кордонной линии, но и впередилежащего пространства, откуда горцы понемногу вытеснялись и прижимались к главному хребту Кавказских гор.
После окончания Кавказской войны значение Нижнекубанской кордонной линии как пограничного учреждения постепенно сводилось на нет, в 1864 году она была ликвидирована.

## Виды укреплений на линии

### Общая характеристика
Посты и батареи (батарея — укрепление, несколько меньшее поста и большее, чем пикет) представляли собой четырехугольный редут с земляным бруствером и небольшим рвом; на крону бруствера накладывали гребень из терновника, а по контрэскарпу сажали колючий боярышник, для охраны укрепления от эскалады.
Посты и батареи вооружены были старой разнокалиберной артиллерией. Пикет или «бикет» был обнесен высокой плетневой оградой, внизу по грудь двойной, с промежутком между плетнями, с засыпкой этой пустоты землей; вокруг плетневого укрепления шел узкий ров. Внутри укреплений находились на постах и батареях постройки, просторные, но сырые и нездоровые, потому что не были подняты над землей, а почва здесь везде болотиста.
Над каждым укреплением была устроена наблюдательная каланча, вышка: когда сторожевой замечал неприятеля, на вышке поднимались шары. На некотором расстоянии от укрепления была врыта в землю высокая жердь, обмотанная пенькой, сеном или соломой, иногда со смоляной кадкой наверху («фигура», у линейцев «веха»); если неприятель прорывался ночью, то эти огромные факелы зажигались.

### Описание по видам
- Пост (кордон) являлся основным и самым большим по численности гарнизона укреплением Черноморской кордонной линии. Он представлял собой четырехугольный редут с бастионами или полубастионами, вместо которых иногда устраивались кремальеры (небольшой выступ в укреплении под углом 90 градусов, позволяющий вести перекрестный огонь из ружей). Кордон окружался рвом, земляным валом, поверх которого устанавливался двойной плетень с земляной засыпкой. Гарнизон кордона состоял из 50-200 конных и пеших казаков,одном или нескольких офицерах и артиллерийском вооружении из 1-2, а позднее 4 пушек[7]. После посещения Кордонной линии генералом А.П. Ермоловым число орудий увеличилось до 8, а количество  смен казаков-артиллеристов с двух до трех[8]. Внутри укрепления устраивались турлучные казармы крытые соломой для казаков, и отдельно  для  офицеров, в  казарме обязательно  в  определенном  месте находилась икона.На кордоне имелось 2 раздельные конюшни(для казаков и офицеров), у ворот — дозорная вышка. Кордоны снабжались средствами сигнализации в виде расположенных на длинном шесте двух шаров, сплетенных из лозы (так называемый «маяк»), а также «фигурой» - шестом с просмоленным пучком камыша или сена (иногда смоляной бочкой) на конце. Днем сигнал тревоги передавался размахиванием плетеными шарами («маяками») или дымом смоляной «фигуры», ночью горящая «фигура» была видна за несколько верст на соседних кордонах и пикетах. Кроме того сигнал тревоги  подавался холостым выстрелом пушки (выстрел «на гасло»). Услышав или увидев сигнал тревоги, казаки соседних кордонов немедленно передавали его дальше по линии. Это позволяло быстро мобилизовать резерв и направить его в место прорыва кордонной линии[9].
- Между кордонами (постами) на примерно равном расстоянии строились 3-5 пикетов («бикетов») - самых малых укреплений кордонной линии. Они были своего рода постами в миниатюре. Как и на кордоне (посту), на пикете имелся двойной плетень с земляной засыпкой, небольшой ров, дозорная вышка, шалаш для казаков, сигнальная «фигура». Гарнизон пикета состоял из 3-10 казаков[5], его смена происходила в темное время суток. Пикет, расположенный на полпути между соседними кордонами, называли еще «съездным», к нему съезжались разъезды рядом стоящих, соседних кордонов.
- Существует мнение, что между пикетами и кордонами располагалась батарея, или, как ее чаще называли «батарейка». В документах Государственного архива Краснодарского края имеются сведения, что батарейка располагалась как на постах, так и на пикетах и была их неотъемлемым целым. Историк Кубанского казачьего войска Ф. А. Щербина говорил о батарейке как об отдельном военном укрепленном сооружении, которая напоминала по своему строению кордон (пост) и имела все необходимые атрибуты последнего — ров, вал, двойной плетень с земляной засыпкой (иногда частокол), дозорную вышку, «фигуру». Гарнизон батарейки состоял из 10-40 только пеших казаков при офицере или без него. Артиллерийское вооружение состояло из одной пушки. Собственно говоря, наличие пушки и дало этому виду укреплений название «батарея», «батарейка». Батарейки располагались в местах, наиболее опасных для прорыва кордонной линии (например, напротив бродов, отмелей, и т.д.). Они выполняли роль опорных пунктов при военных операциях на случай наступлений на неприятеля или отступлений от него[10].

## Служба черноморских казаков
Казак служил 22 года в полевой службе и 3 года в гарнизонной; каждый эскадрон 3 года служил, 3 года находился на льготе; остальные войска сменялись погодно. Конный черноморский казак был вооружен ружьем, пистолетом, кинжалом, шашкой и пикой, пеший — легким ударным ружьем со штыком, который носился обыкновенно на поясе спереди вместо кинжала. Пластуны были вооружены нарезными штуцерами, к которым примыкались тесаки. Вне службы казаки носили черкесскую одежду.
Главную службу Черноморских казаков составляло содержание Черноморской кордонной линии и занятие укреплений, возводимых впереди неё в землях шапсугов и натхо-коаджей. 
Днем сторожевые бдительно осматривали противоположный берег Кубани и всю округу, вглядываясь в каждую тень на воде, в каждую волну, в каждое дерево, которое плывет по реке; прячась за плывущим бревном или пучком камыша и т. п., погрузившись по самый нос в воду, шапсуги старались подплыть к русскому берегу и спрятаться в прибрежных камышах с тем, чтобы ночью выйти на охоту. 
Когда наступал вечер, значительная часть спешенных казаков выходила из поста и украдкой залегала в опасных местах, располагаясь по 2, по 3 в камышах, в болотах, в реке и зорко осматривая окрестность. Эта ночная стража называлась залогой. Казаки, остававшиеся на посту, находились в готовности по первому известию или выстрелу скакать на место тревоги. С вечера, в полночь и на рассвете, а иногда и чаще, с постов отряжались разъезды в 2-3 человека каждый, направляясь по самым скрытым местам и часто меняя тропинки, чтобы не сделаться жертвой неприятельской засады. 
Во время тумана движение разъездов продолжалось до полудня. Зимой, когда Кубань иногда покрывается льдом — «божьим помостом для хубхадедов» (удальцов), по словам горцев, — нападения производились с большими силами; ночная пешая залога заменялась тогда конными караулами и учащенными разъездами. 
В зимнее время кордонная линия обыкновенно подкреплялась временными резервами, а если горцы напирали на линию чрезвычайными силами, войско выставляло на Кубань вне очереди всю свою пехоту, конницу и артиллерию, даже «внутренно служащих», то есть прослуживших уже 22 года. В это время пикеты, слишком выставленные вперед, покидались, их караулы стягивались к постам и батареям; кордонная линия принимала вид боевой линии. Горцы старались в это время, если не удавался грабеж, зажигать сено, рассеянное по степи стогами. 
Особенно часто подвергались открытым нападениям участки кордонной линии, удаленные от моря; островки и отмели облегчали переправу наездникам, имевшим для этого тулуки (кожаные мешки, надутые воздухом), фашины, карчи и долбленые челны. В низовом участке Кубани, где река широка и много озер и болот, посты, батареи и пикеты могли сноситься между собой только на каюках, долбленых челнах, но и опасности здесь было меньше, кроме зимнего времени, когда замерзали болота, озера и река. Здесь главными деятелями были пластуны, названные так, может быть, потому, что всю жизнь свою проводили, лежа в тростниках и болотах, подстерегая горцев или подкрадываясь к ним ползком.

## Отношения между черноморцами и их соседями
Вскоре после устройства запорожцев на Кубани под началом Чепеги они включились в междоусобную борьбу среди черкесов на стороне бжедухского князя Батыр-Гирея, который уведомил их о готовящемся нападении 12000 абадзехов (июнь 1796 г.). Чепега отрядил на помощь Батыр-Гирею 10 старшин, 100 казаков и орудие, под начальством войскового полковника Еремеева, который 29 июня 1796 года между реками Супсом и Псекупсом разбил абадзехов наголову. Озлобленные поражением и помощью бжедухам, немирные черкесы стали готовиться к общему нападению на Черноморскую кордонную линию с целью разгромить пограничные селения.
Анапский паша, представитель турецких властей (до 1829 года закубанские земли принадлежали Оттоманской империи), вызвал главных виновников движения, двух абазинских вождей, и казнил их; братья их привели под Анапу 20 тыс. человек и подступили к городу, но были отбиты и разошлись. Паша пошел за ними и жестоко наказал их. С этого времени черкесы начали постоянно тревожить Черноморскую кордонную линию. Уже в течение 1794-96 гг. убытки от воровства черкесов простирались до 16210 руб. (на теперешние деньги 113470 руб.); черноморцы требовали у Порты, которая считала черкесов своими подданными, вознаграждения за эти грабежи; анапский паша делал попытки вернуть им награбленное, преследуя и наказывая черкесов, но, видя бесполезность, в большинстве случаев, своих усилий, на жалобы черноморцев и строгие наказы Порты стал отвечать молчанием.
Нападения черкесов для грабежа и воровства все учащались вплоть до Котляревского, атамана черноморского войска, которому удалось удержать горцев от нападений, хотя воровство продолжалось; потом опять пошло по старому. Атаман Бурсак испросил у императора Павла I разрешение сделать экспедицию за Кубань для наказания горцев: император разрешил и на помощь казакам прислал два егерских полка. С этого времени началась кровавая борьба черноморцев с горцами на берегах Кубани, в горах Кавказа, которая закончилась только окончательным покорением и выселением более 400 тысяч горцев в Турцию в 1863-64 гг.

В соответствии с нравами XIX века военнослужащие Черноморской кордонной линии не считали зазорным в ответ на нападения жечь аулы, «нанося потерю жителям их» (с жертвами среди стариков, женщин и детей), что, естественно, не способствовало росту числа «мирных» черкесов. Одно из подобных происшествий, случившееся в 1853 году, описывается в работе Н.Дьячкова-Тарасова как привычное мероприятие:
Черноморцы с гиком, криком и визгом, ворвались в аул; обезумевшие от страха старики, женщины и дети спасались куда попало, попадая не редко под казачьи пули: разогнав неприятеля, казаки, похозяйничав по-своему в ауле, стали поджигать его
Горцы нападали или громадными скопищами в несколько сот и тысяч человек, или мелкими шайками, или в одиночку. Шайки небольших размеров состояли из так называемых психадзе (стая водяных псов): это были бедняки, достигающие добычи украдкой, ползком, рядом засад. Шедший на грабеж в одиночку, а иногда бывавший проводником небольших партий — это хеджрет, из дворян, наездник, часто буйный, бездомовный, выросший в круглом сиротстве и бедности, или человек, вызвавший на себя гонение в своем собственном обществе и бежавший на чужбину. Один эфенди из бжедухов так характеризовал хеджретов: «Эти люди свинцом засевают, подковой косят, шашкой жнут!» 
Среди них нашел главную свою опору Магомет-Амин, потому что им нечего было терять. Слово хеджрет за Кубанью соответствовало слову абрек (беглец) за Тереком. Для сближения горцев с черноморцами по линии были устроены меновые дворы («вольные черкесские базары» или «сатовки»), но никакого сближения из этого не вышло: нравы горцев не смягчились. Кордонная система, которой черноморцы должны были придерживаться на Кубани, так как не имели достаточно войска, была неудовлетворительным средством обороны вообще, а на Кубани имела еще свои исключительные неудобства. Неприятель не нуждался в сообщениях, а потому черноморцы были лишены возможности узнавать направление его движений; он искал только грабежа, а потому бросался на первую попавшуюся станицу, которая обещала добычу; при таких условиях в каждой станице требовалась местная оборона, и это страшно раздробляло силы черноморцев.